# Rychta (obwód chmielnicki)
Rychta (ukr. Рихта, pol. hist. Rychty) – wieś na Ukrainie, w obwodzie chmielnickim, w rejonie kamienieckim. W 2001 roku liczyła 885 mieszkańców.
Pod rozbiorami siedziba gminy Rychty w powiecie kamienieckim guberni podolskiej.
Za czasów właściciela Konstantego Podwysockiego (1810-1868), pisarza i krytyka literackiego, w Rychtach gościli często Michał Grabowski, Józef Ignacy Kraszewski i Aleksander Weryha Darowski.
Po śmierci Konstantego, jego bogaty zbiór pamiątek narodowych, oparty na artefaktach przywiezionych ze Steblowa na Ukrainie w większości nabył Jan Kanty Działyński i przewiózł do Kórnika.

## Zabytki
- zamek[1]